# شعبية يفرن
| أمين اللجنة الشعبية |                    |
| العاصمة             | يفرن المدينة       |
| عدد السكان          | 117647 نسمة        |
| المساحة             | 9310 كم مربع       |
| الكثافة السكانية    | 12.64 نسمة/كم مربع |
| ترقيم الشعبية       | 22                 |
| الموقع على الإنترنت |                    |
|                     |                    |

شعبية يفرن كانت في السابق واحدة من محافظات ليبيا. كانت تقع في الجزء الشمالي الغربي من البلاد وعاصمتها مدينة يفرن. في إطار إعادة تنظيم الشعبيات عام 2007، أصبحت جزءا من الجبل الغربي، في حين ذهب الجزء الجنوبي الغربي لمنطقة نالوت.

## أهم المدن
- يفرن
- جادو
- الزنتان
- الرياينة
- قلعة يفرن
- الرياينة
- الرجبان
- الرحيبات
- قصر الحاج
- العوينية
- الخلائفة
- الزرقان
- شكشوك ليبيا